# Nagroda Goethego
Nagroda Goethego (Goethepreis der Stadt Frankfurt) – niemiecka nagroda przyznawana za osiągnięcia z dziedziny literatury. Nazwa nagrody pochodzi od niemieckiego poety Johanna Wolfganga Goethego.
Początkowo nagroda była przyznawana corocznie, obecnie przyznawana jest co trzy lata.

## Nagrodzeni
- 1927 – Stefan George, Niemcy
- 1928 – Albert Schweitzer, Francja
- 1929 – Leopold Ziegler, Niemcy
- 1930 – Sigmund Freud, Austria
- 1931 – Ricarda Huch, Niemcy
- 1932 – Gerhart Hauptmann, Niemcy
- 1933 – Hermann Stehr, Niemcy
- 1934 – Hans Pfitzner, Niemcy
- 1935 – Hermann Stegemann(inne języki), Niemcy
- 1936 – Georg Kolbe(inne języki), Niemcy
- 1937 – Erwin Guido Kolbenheyer, Niemcy
- 1938 – Hans Carossa(inne języki), Niemcy
- 1939 – Carl Bosch, Niemcy
- 1940 – Agnes Miegel, Niemcy
- 1941 – Wilhelm Schäfer(inne języki), Niemcy
- 1942 – Richard Kuhn, Niemcy
- 1945 – Max Planck, Niemcy
- 1946 – Hermann Hesse, Niemcy
- 1947 – Karl Jaspers, Niemcy
- 1948 – Fritz von Unruh, Niemcy
- 1949 – Thomas Mann, Niemcy
- 1952 – Carl Zuckmayer, Niemcy
- 1954 – Theodor Brugsch, Niemcy
- 1955 – Annette Kolb, Niemcy
- 1958 – Carl Friedrich von Weizsäcker, Niemcy
- 1960 – Ernst Beutler(inne języki), Niemcy
- 1961 – Walter Gropius, Niemcy
- 1964 – Benno Reifenberg(inne języki), Niemcy
- 1967 – Carlo Schmid(inne języki), Niemcy
- 1970 – György Lukács, Węgry
- 1973 – Arno Schmidt, Niemcy
- 1976 – Ingmar Bergman, Szwecja
- 1979 – Raymond Aron, Francja
- 1982 – Ernst Jünger, Niemcy
- 1985 – Golo Mann, Niemcy
- 1988 – Peter Stein, Niemcy
- 1991 – Wisława Szymborska, Polska
- 1994 – Ernst Gombrich, Austria
- 1997 – Hans Zender, Niemcy
- 1999 – Siegfried Lenz, Niemcy
- 2002 – Marcel Reich-Ranicki, Niemcy
- 2005 – Amos Oz, Izrael
- 2008 – Pina Bausch, Niemcy
- 2011 – Adonis, Syria
- 2014 – Peter von Matt(inne języki), Szwajcaria
- 2017 – Ariane Mnouchkine, Francja[1]
- 2020 – Dževad Karahasan, Bośnia i Hercegowina